# Monestir de San Pedro de Arlanza

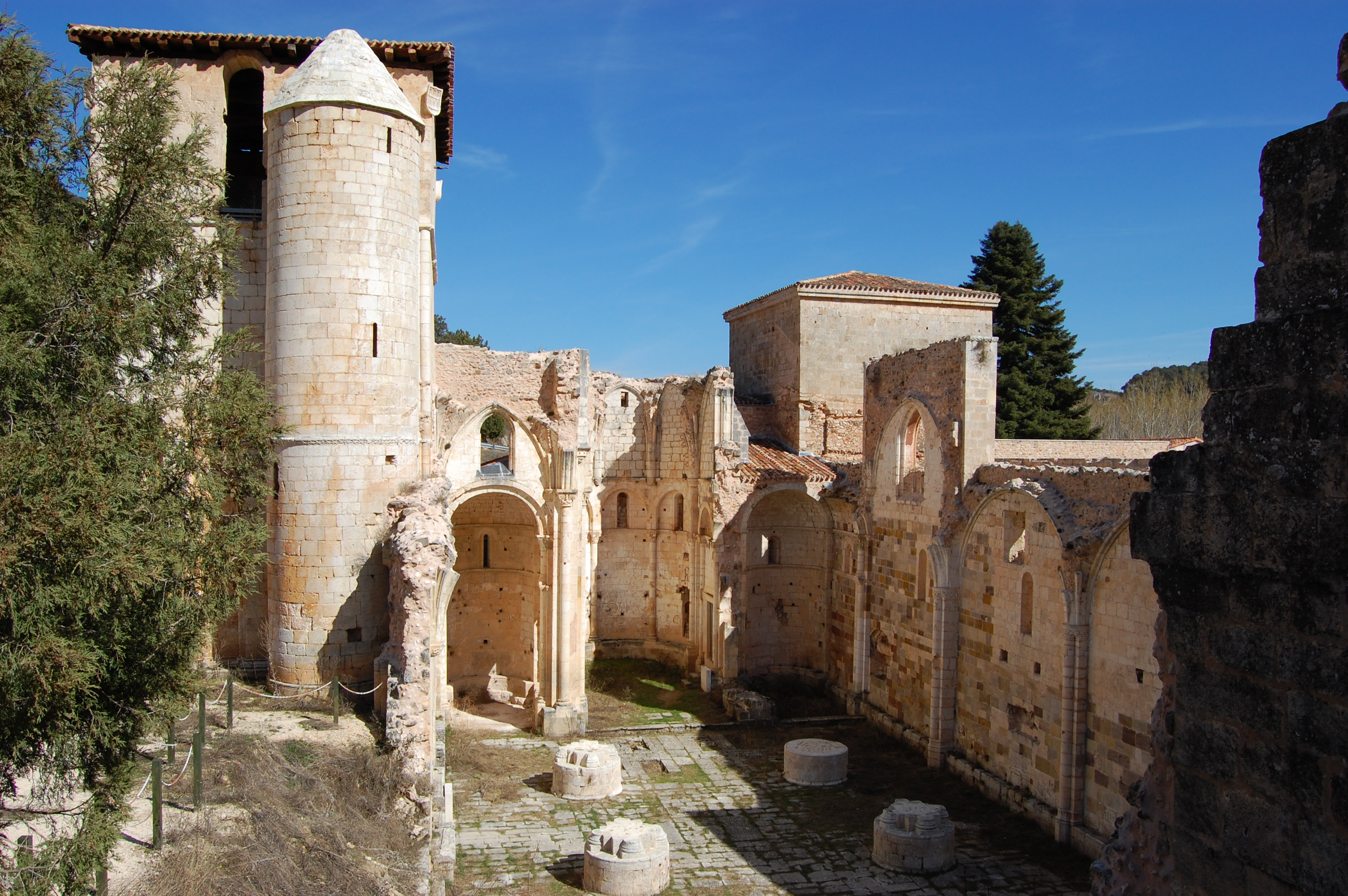
Claustre en ruïnes de San Pedro de Arlanza

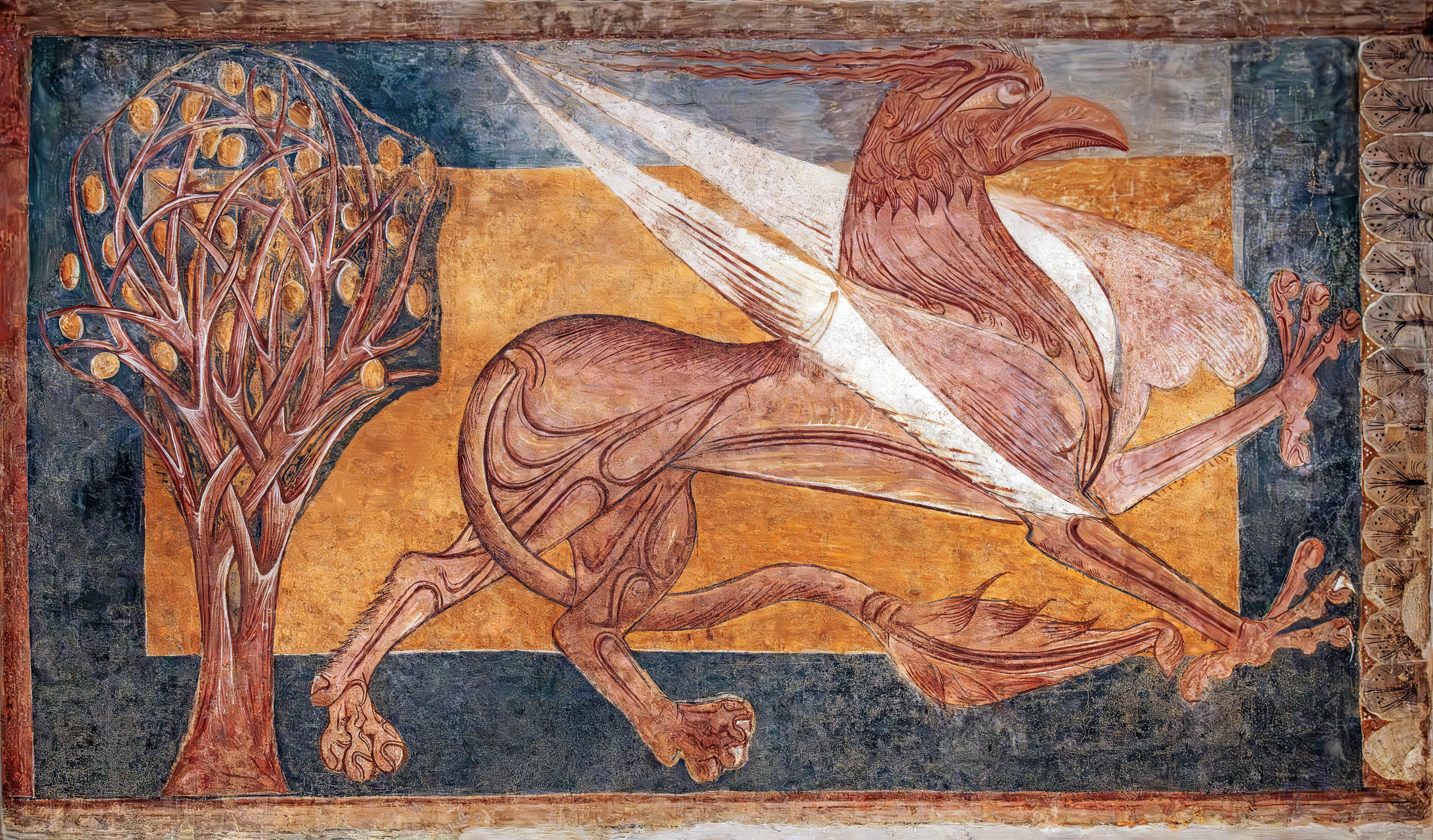
Fragment de les pintures de San Pedro de Arlanza (MNAC)

El monestir de San Pedro de Arlanza (Sant Pere d'Arlanza), situat a Hortigüela ( Burgos, Castella i Lleó, Espanya) a la vora del riu Arlanza, el qual li dona nom, va ser un dels centres monàstics més importants del comtat de Castella. Encara que les restes més antigues existents avui en el conjunt monacal, corresponents a l'església, daten del 1080, la congregació va ser fundada pel comte Fernán González l'any 912 com un eremitori, de ruïnes encara visibles, a la part alta de les parets que flanquegen la vall. Aquest monestir va rebre l'apel·latiu de «bressol de Castella» i va estar en funcionament fins a la  desamortització de  Mendizábal el 1835.

## Història
L'ermitori primigeni va ser fundat al voltant de 912, any en el qual estan datats dos documents fundacionals conservats al cartulari del monestir, un atorgat pel comte Fernán González i la seva esposa Sancha i un altre pel comte Gonzalo Téllez, la seva dona Flámula i la mare i germà de Fernán González, Muniadona i Ramiro González. Els dos documents presenten seriosos dubtes sobre la seva autenticitat, sobretot el de Fernán González, on els anacronismes són evidents i que seria elaborat per vincular la seva figura encara més al monestir. És probable que el document de Gonzalo Téllez tingui un contingut autèntic, ja que encaixa perfectament amb els anys d'actuació d'aquest comte.
És probable que les restes de Fernán González reposessin aquí, amb la seva dona Sancha, després del seu trasllat des de la seva probable ubicació original a la propera ermita de Santa Maria de Lara. Després del trasllat van romandre al monestir fins a la desamortització eclesiàstica de Mendizábal i el consegüent abandó de les dependències monacals, el que fes necessari el 1841 traslladar els sarcòfags a la col·legiata de la veïna població de Covarrubias.
El conjunt presenta avui una sobreimposició de diferents estils, fruit de les nombroses actuacions al llarg del temps. Així, mentre l'església, començada l'any 1080 i avui en ruïnes, tenia tres naus i tres absis a la capçalera, almenys en el primer plantejament romànic, durant l'etapa del gòtic hi va haver modificacions que van canviar l'aspecte general del temple, si bé es van conservar alguns capitells del segle xi. Entre les restes de la monumental església destaquen els tres absis semicirculars, amb amplis presbiteris. També es conserva la torre, aixecada a la fi del segle xii. Existeix així mateix, la portada de l'església que va ser traslladada a l'Museu Arqueològic Nacional l'any 1895. No és aquesta l'única peça patrimonial que ha estat despullat el monestir: a més, com s'ha dit, del sepulcre dels comtes de Castella Fernán González i Sancha, d'un altre sepulcre romànic de gran bellesa que la tradició diu haver pertangut a Mudarra i que es pot veure a la catedral de Burgos, de valuosos frescos que s'exhibeixen al Museu Metropolità de Nova York i al Museu Nacional d'art de Catalunya, i d'altres obres d'art de prolixa relació.

## Actualitat
Avui en dia les restes del monestir són visitables amb guia. Algunes de les dependències (cel·les) dels monjos han estat restaurades en el marc d'un projecte per recuperar part del monestir per a ús turístic.
Per la seva relació amb el fundador de Castella i la seva gran importància fins a la desamortització, corre una llegenda que lliga l'esplendor de Castella amb el del monestir, de manera que la recuperació d'un seria la recuperació de l'altre.